# SN 2001cq
SN 2001cq – supernowa typu Ia? odkryta 19 maja 2001 roku w galaktyce A160518+4311. W momencie odkrycia miała maksymalną jasność 22,80m.